# Giovanni Colonna (cardinal, 1480)
Giovanni Colonna (né en 1456 à Rome, Italie, et mort après le 26 septembre 1508 à Rome) est un cardinal italien du XVe siècle. 
Il est un petit-neveu du pape Martin V et un neveu du cardinal Prospero Colonna (1426). Les autres cardinaux de la famille Colonna sont Giovanni Colonna (1212), Giacomo Colonna (1278), Pietro Colonna (1288),  Giovanni Colonna (1327), Agapito Colonna (1378), Stefano Colonna (1378), Pompeo Colonna (1517), Marco Antonio Colonna, seniore (1565), Ascanio Colonna (1586), Girolamo Colonna (1627), Carlo Colonna (1706), Prospero Colonna (1739), Girolamo Colonna di Sciarra (1743), Prospero Colonna di Sciarra (1743), Marcantonio Colonna (1759) et Pietro Colonna (1766), qui prend le nom Pamphili.

## Repères biographiques
Giovanni Colonna est protonotaire apostolique et est créé cardinal par le pape Sixte IV lors du consistoire du 15 mai 1480. Il est administrateur de Rieti à partir de 1480. 
Avec le cardinal Giovanni Battista Savelli, le cardinal Colonna est accusé de trahison et arrêté en juin 1482. Il est emprisonné dans le  Castello Sant'Angelo et libéré en novembre 1483. Il retourne à Rome après la mort du pape et est acclamé par la population romaine. 
Le cardinal Colonna participe au conclave de 1484, lors duquel Innocent VIII est élu, au conclave de 1492, avec l'élection d'Alexandre VI, qui lui donne l'abbaye de Subiaco et les châteaux aux environs, et aux conclaves de 1503 (élection de Pie III et Jules II). À partir de 1504, il est archevêque de Messine.